# ニューメディカ・テック
ニューメディカ・テック株式会社は、大阪府吹田市に本社を置く浄水装置製造会社である。

## 概要
大阪府が認定した「大阪のものづくり看板企業（匠）」に選定される、経済産業省 中小企業庁から、規模は小さくても特に優れた技術を持つモノ作り中小企業として「明日の日本を支える元気なモノ作り中小企業300社」に選定されるなど、簡単操作で運転可能な可搬式全水域対応型装置を国の防災拠点や途上国も視野に入れ事業を展開している。災害時の支援活動にも力をいれており、東日本大震災では、大型の災害用浄水機16台を福島、宮城両県の各自治体に無償で貸し出し、井戸水などの浄水に活用。熊本地震の際にも被災地に貸し出し、ノロウイルスの集団感染が疑われた避難所で、感染予防に活躍した。

## 沿革
- 1995年 - 大阪府吹田市にて会社設立。
- 2006年 - JAXA「宇宙オープンラボ」認定「宇宙で安心して飲める飲料水製造装置に関する研究」の開発、共同研究[4]。
- 2008年 - JAXAよりスピンオフした技術として「JAXA COSMODE PROJECT」の許諾を受ける（2014年3月まで）[5]。
- 2010年 - 本社を現在地に移転。
- 2011年 - 東日本大震災後、被災地に災害用浄水機を1年間無償貸与[6]。
- 2015年 - 浄水機全機種が、公益社団法人危機管理協会CMA認定商品となる[7]。

## 受賞歴
- 2001年 - 大阪府「第1回 大阪フロンティア賞」大阪府知事より最優秀賞受賞[8]。
- 2007年 - 経済産業省「第2回 ものづくり日本大賞」経済産業大臣賞 優秀賞受賞[9]。
- 2014年 - 防衛省科学技術研究本部「安心水プロジェクト」〜飲みたくても飲めない水もある〜総合優勝[10]。
- 2019年 - 一般社団法人レジリエンスジャパン推進協議会 第５回 ジャパン・レジリエンス・アワード（強靭化大賞）「最優秀レジリエンス賞」を受賞[11]。
- 2021年 - 環境省「地域環境保全功労者表彰」を受賞[12]。

## 主要商品
「クリスタル ヴァレー浄水器」は、家庭用、業務用、災害用がある。JAXA技術のノウハウを活用し、海水の淡水化、農薬、ウイルスを除去。災害等の非常時にも電池で浄水可能できる家庭用浄水器を開発。この技術により、2014年防衛省主催「安心水プロジェクト」総合優勝。
2016年の熊本地震では、日本赤十字社からの依頼で給水支援を実施し、注目された。